# Sasha (Sasha Strunin)
Sasha è l'album da solista di debutto della cantante pop polacca Sasha Strunin, pubblicato dall'etichetta discografica Sony BMG il 21 settembre 2009. Ha venduto circa 9 000 copie in Polonia, e ha raggiunto il #1 nella classifica nazionale. Da esso sono stati lanciati due singoli, che sono entrambi entrati nella classifica ufficiale polacca. Le canzoni sono in parte in lingua polacca e in parte in lingua inglese.

## Tracce
1. To nic, kiedy płyną łzy (DONA, Mateusz Krezan) – 3:33
2. Chcę zatrzymać czas (DONA, Mateusz Krazen) – 3:26
3. Zapomnieć chcę (DONA, Cezary Finger) – 3:09
4. Give Me Back My Money (DONA, Andy Palmer) – 3:12
5. Ucisz moje serce (Aldona Dąbrowska, Sławomir Sokołowski) – 3:05
6. Zaczaruj mnie ostatni raz (Aldona Dąbrowska, Sławomir Sokołowski) – 3:46
7. Maja Mieczta (Kamil Varner, Andy Palmer) – 2:55
8. My Body's on Fire (duetto con DJ Tomekk) (Michael Bazz Jackson, Tomasz Kulicz, Yves Hofmann) – 3:39
9. Party Like a Rockstar (Michael Bazz Jackosn, Yves Hofmann, Leon Shearman) – 3:56
10. When It Rains It Poors (Michael Bazz Jackson, Yves Hofmann, Leon Shearman) – 4:10
11. Emely (duetto con Danny Saucedo) (A. Aly, H. Wikstorm) – 2:58
12. My Body's on Fire (rap version) (duetto con DJ Tomekk) (Michael Bazz Jackson, Tomasz Kulicz, Yves Hofmann) – 3:39
13. Zaczaruj mnie ostatni raz (special version) (Aldona Dąbrowska, Sławomir Sokołowski) – 3:24

## Classifiche
| Classifica (2009) | Posizione massima |
| ----------------- | ----------------- |
| Polonia           | 1                 |